# Joseph Rumillet-Charretier
Joseph Rumillet est un apothicaire, herboriste, industriel et homme politique français, né le 3 juillet 1833 à Champagneux (Savoie) et mort le 27 octobre 1916 à Vals-près-le-Puy (Haute-Loire). 

## Sources
- « Joseph Rumillet-Charretier », dans Adolphe Robert et Gaston Cougny, Dictionnaire des parlementaires français, Edgar Bourloton, 1889-1891 [détail de l’édition]

## Liens Externes
- Ressource relative à la vie publique :   - Base Sycomore